# Tensione 16
(dal brano + Niente Ci Sarà)
Tensione 16 è il quinto album della punk band italiana Porno Riviste.

## Tracce
1. Il pianeta del panico
2. L'esecuzione
3. Mi dispiace (non hai vinto niente)
4. La realtà
5. Il discorso del Carlame
6. Io sono da comunità
7. Pinolo
8. Black Night
9. Voglie impresse
10. Buoni sconto
11. La notte dei leoni
12. Questa volta
13. + niente ci sarà
14. La vita di città

## Formazione
- Tommi – chitarra, voce
- Dani – chitarra, voce
- Marco – basso
- Becio – batteria